# Vương tộc Évreux
Nhà Évreux là một chi nhánh của Vương tộc Capet, một hoàng tộc của Pháp, phát triển mạnh mẽ từ đầu thế kỷ 14 đến giữa thế kỷ 15. Hoàng tộc này trở thành một trong những triều đại hoàng gia của Vương quốc Navarra.
Vương tộc Évreux được thành lập bởi Louis, Bá tước Évreux. Ông là con trai thứ ba của vua Philip III của Pháp, với người vợ thứ hai Marie xứ Brabant. Con trai và người thừa kế của ông, Philip, là chồng của Jeanne II của Navarra và là Vua đầu tiên của Navarra từ triều đại Évreux.
Con trai thứ của Louis là Charles không có cháu. Vương triều Évreux chính thức chấm dứt tồn tại sau sự qua đời của Blanche I của Navarra, Nữ vương cuối cùng của Navarra dưới triều Évreux vào năm 1441.

## Các thành viên đáng chú ý của hoàng tộc Évreux
- Jeanne d'Évreux, vương hậu Pháp với tư cách là vợ thứ ba của Charles IV của Pháp, người không sinh được con trai, gây ra sự tuyệt tự của triều đại nhánh chính Capet.
- Philippe III của Navarra
- Blanche d'Évreux, vương hậu Pháp với tư cách là vợ thứ hai của vua Philip VI của Pháp.
- Charles II của Navarra
- Joan của Navarra, vương hậu Anh với tư cách là vợ thứ hai của vua Henry IV của Anh.
- Charles III của Navarra
- Blanche I của Navarra